# كلاين ماتيرورن
كلاين ماتيرورن (بالإنجليزية: Klein Matterhorn)‏ هو أحد جبال سلسلة جبال الألب بينيني وجزء من القمة الأم بريتورن يقع في كانتون فاليز، سويسرا. يبلغ ارتفاع الجبل حوالي 3883 متر، بينما يبلغ ارتفاع نتوء الجبل 88 متر، وقد سجل أول وصول لقمة الجبل عام 1789.